# 拉简·朗多
拉簡·派爾·朗多（英語：Rajon Pierre Rondo，1986年2月22日—）為已退役美國職業篮球運動員，場上主要位置為控球後衛。大學時期曾效力於肯塔基大學。在2006年NBA選秀大會中以首輪第二十一順位被鳳凰城太陽選中，隨後被交易至波士顿塞爾提克。朗多職業生涯曾四次入選全明星陣容，四次入選年度最佳防守陣容，並且在2011–12賽季、2012–13賽季和2015–16賽季榮獲年度助攻王等殊榮。
朗多的職業生涯始於波士顿塞爾提克。新秀時期的朗多主要擔任替補球員。在2007–08賽季，朗多成為了塞爾提克的先發控球後衛，並協助雷·艾倫、凱文·賈奈特和保羅·皮爾斯幫助塞爾提克得到了隊史第17座總冠軍。2014–15賽季短暫效力於達拉斯小牛，2015年轉往薩克拉門托國王，2016年朗多以自由球員身份加盟芝加哥公牛。接下來幾年也效力過紐奧良鵜鶘、洛杉磯湖人和亞特蘭大老鷹等隊。
朗多是以高智商及高數學天賦聞名，身体素质也很出色，因天生的延展性和大手，防守能力相當強大，擁有良好球感及頂級戰術分析能力、經常識破對手戰術。斷球能力也非常出色，可以轻松上演快攻扣篮，曾於2009–10賽季拿下年度抄截王獎項。朗多投篮能力并不突出，但其传球和篮板能力在后卫中难逢敌手，经常繳出大三元數據。朗多的传球越发诡异，讓對手防不勝防，用假意传球突破，令人几乎无法防守。

## 早年生涯
朗多於1986年2月22日出生在肯塔基州路易斯維爾。他有三个兄弟姐妹，戴蒙·朗多（Dymon Rondo）、威廉·朗多（William Rondo）和安东·朗多（Anton Rondo）。七歲那年父親離家出走也間接影響了的未來，導致朗多不懂得如何與執教過他的教練們和平相處。為了支撐這個家庭，他的母親在菲利普·莫里斯煙草公司工作。小時候的朗多第一個愛上的運動是美式足球，並擔任四分衛的位置，但是瘦小的身材讓母親擔心他會受傷，因此後來在母親的建議下開始對籃球產生興趣。

## 高中生涯
朗多高中时最初就读于路易斯維爾東區高中（Louisville's Eastern HS），並在前明星控衛麥克·毕比的堂哥道格·毕比（Doug Bibby）执教下打球，高二时朗多场均貢獻27.6分、10.0籃板和7.5次助攻，获得了肯塔基州和地区年度最佳球员的称号。高四那年朗多转學至弗吉尼亚州的籃球名校橡樹山學院（Oak Hill Academy），比赛中场均能夠得到21.0分、3.0篮板和12.0次助攻的数据。朗多在2004年入选了麦当劳高中全明星賽，并且在全明星赛中得到了14分、4篮板和4次助攻，同時他也参加了喬丹品牌經典賽，並砍下了12分、5次助攻和4次抄截。朗多曾在一次单场比赛中送出了31次助攻，只比全美篮球纪录少了四次。朗多高中毕业后也与毕比教练保持着很好的關係。朗多最初准备就读路易斯维尔大学，但是由於路易斯维尔大学比較偏向招攬曾與勒布朗·詹姆斯齊名的超級後衛塞巴斯蒂安·泰菲爾，因此朗多最後選擇進入肯塔基大学就讀。
除了身體發達外，朗多的腦袋也精密得嚇人。他的數學相當好，卻厭惡老師的制式化教材，上課總是打瞌睡。但考試時不僅滿分，連交卷時試卷上都一乾二淨，只有一個接一個的正確答案。如果說只是偶一為之，可以合理懷疑朗多是否作弊，但之後老師特別為他準備另一份與眾不同的試卷，結果還是一樣。然而高智商卻也是讓他在日後發展極不順遂的原因之一，因為他實在是太聰明了，不僅心思細膩、觀察入微，在渴望說服人的同時也等著別人說服他。

## 大学时期
朗多带领肯塔基大学赢得了多场比赛的胜利，包括对上路易斯维尔大学、南加州大学和中央佛罗里达大学比赛时的压哨绝杀。在大一賽季朗多以單季87次抄截寫下全國紀錄，至少每场比赛一次抄截，但是肯塔基大学卻連續兩年無緣挺進NCAA的最終四強。賽季結束後，朗多入选了东南联盟最佳新秀阵容。
在他二年级时期，他在对上密西西比大学的比賽中得到大學生涯最高的12次助攻，比赛中朗多也只上場了23分钟，在和路易斯安那州立大学的比赛中，朗多得到了大學生涯最高的25分。朗多加入了2005年美国青年队参加阿根廷U21世界青年籃球錦標賽，他在赛事八场比赛中场均能夠得到11分和4.5次助攻，得到了一些NBA球探的观注。

### 大學統計數據
| 賽季    | 大學       | 上場次數 | 先發次數 | 上場時間 | 投篮命中率 | 三分球命中率 | 罚球命中率 | 篮板 | 助攻 | 抄截 | 阻攻 | 得分 |
| ------- | ---------- | -------- | -------- | -------- | ---------- | ------------ | ---------- | ---- | ---- | ---- | ---- | ---- |
| 2004–05 | 肯塔基大學 | 34       | 34       | 25.1     | 51.0       | 30.3         | 58.3       | 2.9  | 3.5  | 2.6  | 0.2  | 8.1  |
| 2005–06 | 肯塔基大學 | 34       | 28       | 31.0     | 48.2       | 27.3         | 57.1       | 6.1  | 4.9  | 2.0  | 0.1  | 11.2 |

## 職業生涯

### 波士頓塞爾提克（2006−2014）
2005–06賽季結束之後，朗多宣布放弃在肯塔基大学的最後两年學業，並聘请一位经纪人参加NBA选秀。2006年NBA選秀大會上，朗多在第一輪第二十一順位被鳳凰城太陽選中。之後鳳凰城太陽將朗多和布萊恩·格蘭特一起交易到了波士頓塞爾提克，以换取克里夫兰骑士的2007年NBA选秀第一轮秀权和现金优惠。2006年7月4日，朗多与波士顿塞爾提克签约。2007–08赛季成为辅佐「塞爾提克三巨头」的球队主力控球后卫。并随队获得该年的总冠军。
2008–09赛季，以平均5.2籃板、8.2助攻、11.9分輔助三巨頭，在三巨頭之一的賈奈特於季尾受傷後，仍帶領球隊再次以東岸次名涉足季後賽。雖然球隊止步於第二輪，衛冕不成功，但他場均做出9.7籃板、9.8助攻、16.9分的準三雙的成績，令人驚訝。

#### 挑戰第一控
2009–10賽季，數據得以上升，得到場均4.4籃板、9.8助攻、2.3抄截、13.7分，並首次入选NBA东部全明星阵容。並與三巨頭賈奈特、雷艾倫及皮爾斯並肩以東岸第四進入季後賽。塞爾提克先後以4:1擊敗熱火、4:2擊敗騎士、4:2撃敗魔術，再次殺入總決賽。於總決賽和洛杉磯湖人隊打至第7場，唯以4分之差落敗。該季季後賽朗多共獲平均5.6籃板、9.3助攻、15.8分。
2010–11賽季，朗多甫一開季第一場便得到17助攻，更有一場比賽摘下三雙成绩，令人吃驚。2011年季後賽第二輪面臨熱火，對戰的第三場，朗多和韋德因手臂糾纏，落地時導致左手脫臼，後又經由板凳出發，以單手傳球、運球，以無法高舉的左手進行抄截並且單臂扣籃，帶領球隊擊敗熱火，寫下NBA季後賽不可思議的一頁。不過，塞爾提克以1:4不敵熱火。
2011-12赛季， 朗多场均36.9分钟得到11.9分，11.7助攻，4.8篮板，在三巨头愈加老迈的情况下，担当起更重要的责任，在东部决赛打出非常亮眼表现，第二场单场独得44分10助攻但仍不敌热火，最终凯尔特人系列赛3-4负于热火。
2012–13賽季，朗多遇到了生涯最大的一場傷勢，他因為右膝前十字韌帶斷裂的關係整季報銷，那時的他正打出巔峰賽季和首度以先發之姿入選全明星賽（德里克·罗斯因傷報銷） ，這對於波士頓塞爾特人來說是個轉捩點，因為這讓丹尼·安吉有了理由去加速球隊重建。

### 達拉斯小牛（2014−2015）
2014年12月19日，塞爾提克為了展開重建，將朗多和德懷特·鮑威爾一同交易至达拉斯小牛，換來傑·克勞德、賈米爾·尼爾森和布蘭登·賴特，以及2015年首輪選秀權和2016年選秀二輪籤。兩天后，朗多在小牛對上聖安東尼奧馬刺的比賽中亮相。在不到34分鐘的時間內，朗多拿下了6分7籃板9助攻2抄截，幫助小牛以99-93擊敗馬刺。2015年1月3日，在交易到達拉斯的兩個星期後，朗多隨小牛隊回到了波士頓，立即受到球迷熱烈歡迎。全场比赛，朗多三分球7投5中，5记三分创下他个人生涯单场三分命中数新高，7次三分出手也平了他个人单场三分出手数纪录。
2015年2月19日，朗多因為在1月31日遭到隊友理查德·杰弗森的膝蓋撞上，鼻子不斷流出鮮血，被迫退場治療，經過初步的檢查，朗多的左眼眶和鼻樑都有骨折的狀況，因此缺席了至少六場比賽。2月26日，朗多與主教練瑞克·卡萊爾在球場上爆發了激烈的衝突，小牛方面在26日宣布朗多因對球隊做出有害的行為而被祭出禁賽一場的處分。4月23日，由於朗多在對上休士頓火箭第2輪首輪系列賽中被球團指出其遭受了背傷，因此被無限期地排除在外到賽季結束，並於季末被小牛放棄。

### 沙加緬度國王（2015−2016）
2015年7月14日，朗多和沙加緬度國王簽下了一年950萬美元的合同。2015年11月14日，国王主场111-109击败布魯克林篮网。全场比赛，朗多拿下了23分10篮板14助攻的大三元。这是朗多本赛季个人第三次取得大三元，也是他连续第二场获得大三元。11月19日，国王客场97-103不敌亞特蘭大老鹰。朗多拿下12分12篮板10助攻的大三元。这是朗多本赛季个人第四次获得大三元，也是最近四场比赛中第三次斩获大三元。追平了克里斯·韦伯，成为国王队史中单季大三元次数第二多的球员。11月24日，国王客场122-127延長賽不敌夏洛特黄蜂。朗多送出20次助攻，刷新了國王队史上球员单场助攻纪录。四天后，在對上前隊友凱文·賈奈特率領的明尼蘇達灰狼的比賽中，朗多成為自1977–78賽季以來首位得到16分16次助攻並且沒有任何失誤的球員。
2016年12月4日，國王對上對塞爾蒂克的比賽，朗多因不滿裁判比爾·肯尼迪判他兩次技術犯規後，對肯尼迪說：「你是個同性戀！」引發聯盟懲處。國王球團也對外表示，對朗多的評論感到抱歉。肯尼迪遭朗多辱罵後，向媒體宣布「我是同性戀。」並表示很自豪是一位同性戀者。而在12月14日，NBA官方宣布朗多被禁賽一場。朗多於12月15日在個人推特上向肯尼迪致歉，「我為我的舉動感到抱歉，我在比賽中的行為完全是出於挫折與情緒性，並非故意冒犯或是不尊重他人。」
2016年1月24日，国王主场108-97击败印第安那溜馬，朗多在这场比赛拿到11分10篮板10助攻的大三元数据。这是朗多本赛季拿到的第6次大三元，也是其职业生涯常规赛第28次大三元。並打破了隊史克里斯·韦伯保持的国王单季个人大三元次数的纪录。1月27日，国王客场97-112不敌波特蘭拓荒者。全场比赛，朗多送出了11次助攻，职业生涯总助攻数提升到5283次，超越了杰夫·霍纳塞克排名历史第50位。此外，本场比賽是朗多连续第13场助攻上双的比赛。
2016年4月14日，NBA官方宣布朗多荣獲2015-16賽季NBA助攻王。本赛季朗多场均能夠得到11.7次助攻，位列全联盟第一，这也是他职业生涯第三次当选单季助攻王。

### 芝加哥公牛（2016−2017）
2016年7月8日，朗多和芝加哥公牛簽下了兩年2800萬美元的合同。10月28日，朗多代表公牛在開幕戰中亮相，並得到了4分6個籃板以及9助攻和2抄截，幫助公牛隊以105-99擊敗波士頓塞爾提克。11月11日，公牛以98-95擊敗邁阿密熱火，朗多拿下了16分12助攻。12月3日，公牛主场以111-105战胜了騎士，以15分12助攻11籃板記錄了本賽季的首個大三元，這也是朗多职业生涯至今在常规赛拿到的第29次大三元。三天后，朗多和助理教練吉姆·博伊蘭發生激烈的口頭爭執，而遭到球隊禁賽。12月31日，公牛客場101-111慘敗印第安納溜馬。隨後朗多被教練弗萊德·霍伊博格冷凍了五場比賽。
雖然被教練棄用，朗多還是默默做好自己份內的工作，同時和陣中其他新人球員打成一片。當德韋恩·韋德和吉米·巴特勒在受訪時公開砲轟年輕隊友沒有求勝慾望，甚至應該讓他倆處理關鍵球時，朗多立刻在Instagram上貼出過去他與保羅·皮爾斯、凱文·賈奈特、雷·艾倫等三人在球場上聯手的合照，同時分享自己過去的綠衫軍老大哥們不僅從不在球隊失利時公然批評球員，反而是反求諸己，身體力行，向小老弟們示範什麼叫做努力，直白反擊兩位巨星隊友，更讓韋德因長年傷勢與歲數而鮮少練球的情況浮出水面。隨著所有人都打開天窗說亮話後，公牛重新找回士氣，朗多也成為陣中的精神領袖。
2017年3月14日，公牛在客场以115-109击败夏洛特黄蜂，朗多本场比赛上场36分钟，15投8中，其中三分6投3中，得到20分7篮板6助攻，朗多个人职业生涯总助攻数提升到了历史第35位。朗多本场比赛命中了三顆三分，这也是他本赛季首次、职业生涯12次命中至少三顆三分。3月22日，公牛在客场挑战多倫多暴龍，朗多送出8次助攻，从而将个人职业生涯总助攻数突破6000次。4月1日，公牛以106-104擊敗亞特蘭大老鷹，朗多拿下本季最高的25分和11個籃板。
2017年4月21日，朗多在季後賽首輪對上前東家波士頓塞爾提克，再次告訴世人他的重要性。前兩戰在他的指揮下，公牛在波士頓揚蹄狂奔，但在第2戰因右手大拇指不慎骨折，導致本季報銷後，公牛就再也找不回節奏感了，只能看著團隊作戰的綠衫軍在攻擊端越打越順，並讓另2位巨星深陷泥淖中。公牛最後以2:4敗給了塞爾提克。2017年7月，朗多被公牛放棄。

### 紐奧良鵜鶘（2017−2018）
2017年7月19日，朗多與紐奧良鵜鶘簽訂了為期一年價值330萬美元的合約。10月8日，他被診斷出患有運動型疝氣。兩天後接受了手術，並休養了四到六個星期。11月13日，朗多在鵜鶘對上亞特蘭大老鷹的比賽中首次亮相，上半場約5分鐘內得到2分和2次助攻。兩天後對上多倫多暴龍的比賽，朗多在14分鐘內砍下4分8助攻，但是鵜鶘以116-125輸給了暴龍。
12月28日，朗多在鵜鶘對上布魯克林籃網的比賽中上場30分鐘送出25次助攻，一舉刷新個人和鵜鶘隊史的紀錄；這也是1996年的傑森·基德之後，再次有球員單場傳出25次助攻。更以31歲又308天的年齡成為史上最老單場傳出至少25次助攻的球員，但是鵜鶘前三節大幅領先情況下以128-113大勝籃網。
5月5日，對勇士比賽上，一口氣送出21次助攻，不僅刷新鵜鶘隊史紀錄也寫下個人季後賽新高。鵜鶘大幅領先情況下以119-100大勝勇士，系列賽扳成1-2落後。
在季後賽中，紐奧良鵜鶘在首輪對上波特蘭拓荒者，憑著出色的隊伍防守表現，壓制對方的後場雙槍，連同安東尼·戴維斯和朱·哈勒戴以及其他球員橫掃對手4-0進入第二輪的賽事。次輪賽事最終不敵金州勇士被4-1擊敗淘汰。

### 洛杉磯湖人（2018−2020）
2018年7月3日，朗多與洛杉磯湖人簽下一份為期1年900萬美元的合約，和勒布朗·詹姆斯攜手作戰。
2019年2月8日，洛杉磯湖人129-128戰勝波士頓塞爾特人，朗多出場35分鐘，得到17分7籃板10助攻，在比賽最後時刻中投壓哨絕殺。據數據統計顯示，這是朗多職業生涯第一次命中壓哨絕殺。
2019年7月8日，朗多與洛杉磯湖人签订一份两年的底薪合同。
2020年1月12日，湖人詹眉雙星休戰，朗多站上先發帶領洛杉磯湖人125-110奧克拉荷馬雷霆，得到21分12籃板8助攻，擊敗冤家克里斯·保羅。
2020年7月12日，朗多在復賽訓練時不慎出現右手拇指骨折的情況，將在下週接受手術治療，預計要休息6到8週的時間。
2020年9月5日，朗多傷癒復出正式回歸季後賽。9月13日次輪以4-1擊敗休士頓火箭，9月27日西部決賽以4-1擊敗丹佛金塊。
2020年10月3日，總決賽對上邁阿密熱火G2送出10次助攻，朗多季後賽總助攻數超越拉里·伯德升至歷史榜第6位。
2020年10月12日，朗多穩定亮眼的表現得到19分4籃板4助攻，協助洛杉磯湖人拿下G6，以4-2擊敗邁阿密熱火獲得2020年NBA總冠軍。他亦成爲NBA史上少數以波士頓塞爾特人及洛杉磯湖人球員身份奪得總冠軍的人，另一位是已逝 前身 明尼亞波利斯湖人 克萊德·拉福萊特。
(以目前正名的洛杉磯湖人來說，是名正言順歷史第一人)。
朗多在2020年NBA季後賽中的105次助攻是自1971年季後賽以來單場季後賽中助攻最多的，超過了馬努·吉諾比利在2014年NBA季後賽的95次助攻。

### 亞特蘭大老鷹（2020−2021）
2020年11月21日，朗多與亞特蘭大老鷹簽下一份為期2年1500萬美元的合約。

### 洛杉磯快艇（2021）
2021年3月25日，老鷹隊將朗多送到快艇隊，換來路·威廉姆斯及2個次輪籤。5月12日，與多倫多暴龍的比賽中，朗多個人生涯常規賽總助攻數達到7395次，超越莫里斯·奇克斯，在聯盟歷史助攻榜上排名第十四名。
2021年8月16日，朗多被交易到孟菲斯灰熊。12天後，他同意買斷。

### 洛杉磯湖人（2021−2022）
2021年8月31日，朗多簽下了一份為期一年的合約，將重返湖人。

### 克里夫蘭騎士（2022）
2022年1月3日，湖人隊將朗多交易到克利夫蘭騎士，作為三支球隊交易的一部分，其中還包括紐約尼克。2022年4月2日，隆多宣布退役。

## 職業生涯數據

### NBA例行賽數據統計
| 賽季     | 球隊           | 出賽 | 先發 | 平均上場時間(分鐘) | 投籃命中率(%) | 三分球命中率(%) | 罰球命中率(%) | 平均籃板 | 平均助攻 | 平均抄截 | 平均阻攻 | 平均得分 |
| -------- | -------------- | ---- | ---- | ------------------ | ------------- | --------------- | ------------- | -------- | -------- | -------- | -------- | -------- |
| 2006–07  | 波士頓塞爾提克 | 78   | 25   | 23.5               | 41.8          | 20.7            | 64.7          | 3.7      | 3.8      | 1.6      | 0.1      | 6.4      |
| 2007–08† | 波士頓塞爾提克 | 77   | 77   | 29.9               | 49.2          | 26.3            | 61.1          | 4.2      | 5.1      | 1.7      | 0.2      | 10.6     |
| 2008–09  | 波士頓塞爾提克 | 80   | 80   | 33.0               | 50.5          | 31.3            | 64.2          | 5.2      | 8.2      | 1.9      | 0.1      | 11.9     |
| 2009–10  | 波士頓塞爾提克 | 81   | 81   | 36.6               | 50.8          | 21.3            | 62.1          | 4.4      | 9.8      | 2.3*     | 0.1      | 13.7     |
| 2010–11  | 波士頓塞爾提克 | 68   | 68   | 37.2               | 47.5          | 23.3            | 56.8          | 4.4      | 11.2     | 2.3      | 0.2      | 10.6     |
| 2011–12  | 波士頓塞爾提克 | 53   | 53   | 36.9               | 44.8          | 23.8            | 59.7          | 4.8      | 11.7*    | 1.8      | 0.1      | 11.9     |
| 2012–13  | 波士頓塞爾提克 | 38   | 38   | 37.4               | 48.4          | 24.0            | 64.5          | 5.6      | 11.1*    | 1.8      | 0.2      | 13.7     |
| 2013–14  | 波士頓塞爾提克 | 30   | 30   | 33.3               | 40.3          | 28.9            | 62.7          | 5.5      | 9.8      | 1.3      | 0.1      | 11.7     |
| 2014–15  | 波士頓塞爾提克 | 22   | 22   | 31.8               | 40.5          | 25.0            | 33.3          | 7.5      | 10.8     | 1.7      | 0.1      | 8.3      |
| 2014–15  | 達拉斯小牛     | 46   | 46   | 28.7               | 43.6          | 35.2            | 45.2          | 4.5      | 6.5      | 1.2      | 0.1      | 9.3      |
| 2015–16  | 沙加緬度國王   | 72   | 72   | 35.2               | 45.4          | 36.5            | 58.0          | 6.0      | 11.7*    | 2.0      | 0.1      | 11.9     |
| 2016–17  | 芝加哥公牛     | 69   | 42   | 26.7               | 40.8          | 37.6            | 60.0          | 5.1      | 6.7      | 1.4      | 0.2      | 7.8      |
| 2017–18  | 紐奧良鵜鶘     | 65   | 63   | 26.2               | 46.8          | 33.3            | 54.3          | 4.0      | 8.2      | 1.1      | 0.2      | 8.3      |
| 2018–19  | 洛杉磯湖人     | 46   | 29   | 29.8               | 40.5          | 35.9            | 63.9          | 5.3      | 8.0      | 0.8      | 0.2      | 9.2      |
| 2019–20† | 洛杉磯湖人     | 48   | 3    | 20.5               | 41.8          | 32.8            | 65.9          | 3.0      | 5.0      | 1.2      | 0.0      | 7.1      |
| 2020–21  | 亞特蘭大老鷹   | 27   | 2    | 14.9               | 40.0          | 37.8            | 50.0          | 2.0      | 3.5      | 0.7      | 0.1      | 3.9      |
| 2020–21  | 洛杉磯快艇     | 18   | 1    | 20.4               | 48.6          | 43.2            | 100           | 3.1      | 5.8      | 1.0      | 0.1      | 7.6      |
| 2021–22  | 洛杉磯湖人     | 18   | 0    | 16.1               | 32.4          | 26.7            | 50.0          | 2.7      | 3.7      | 0.7      | 0.3      | 3.1      |
| 2021–22  | 克里夫蘭騎士   | 21   | 1    | 19.4               | 42.9          | 39.7            | 75.0          | 2.8      | 4.9      | 0.9      | 0.0      | 6.2      |
| 生涯平均 | 生涯平均       | 957  | 733  | 29.9               | 45.6          | 32.4            | 61.1          | 4.5      | 7.9      | 1.6      | 0.1      | 9.8      |
| 明星賽   | 明星賽         | 3    | 0    | 18.7               | 54.5          | 0.0             | 0.0           | 1.7      | 7.0      | 0.3      | 0.0      | 4.0      |

### NBA附加賽數據統計
| 季後賽   | 球隊         | 出賽 | 先發 | 平均上場時間(分鐘) | 投籃命中率(%) | 三分球命中率(%) | 罰球命中率(%) | 平均籃板 | 平均助攻 | 平均抄截 | 平均阻攻 | 平均得分 |
| -------- | ------------ | ---- | ---- | ------------------ | ------------- | --------------- | ------------- | -------- | -------- | -------- | -------- | -------- |
| 2022     | 克里夫蘭騎士 | 2    | 0    | 20.6               | 27.3          | 14.3            | –             | 2.5      | 5.5      | 0.5      | 0.0      | 3.5      |
| 生涯平均 | 生涯平均     | 2    | 0    | 20.6               | 27.3          | 14.3            | –             | 2.5      | 5.5      | 0.5      | 0.0      | 3.5      |

### NBA季後賽數據統計
| 季後賽   | 球隊           | 出賽 | 先發 | 平均上場時間(分鐘) | 投籃命中率(%) | 三分球命中率(%) | 罰球命中率(%) | 平均籃板 | 平均助攻 | 平均抄截 | 平均阻攻 | 平均得分 |
| -------- | -------------- | ---- | ---- | ------------------ | ------------- | --------------- | ------------- | -------- | -------- | -------- | -------- | -------- |
| 2008†    | 波士頓塞爾提克 | 26   | 26   | 32.0               | 40.7          | 25.0            | 69.1          | 4.1      | 6.6      | 1.7      | 0.3      | 10.2     |
| 2009     | 波士頓塞爾提克 | 14   | 14   | 41.2               | 41.7          | 25.0            | 65.7          | 9.7      | 9.8      | 2.5      | 0.2      | 16.9     |
| 2010     | 波士頓塞爾提克 | 24   | 24   | 40.6               | 46.3          | 37.5            | 59.6          | 5.6      | 9.3      | 1.9      | 0.1      | 15.8     |
| 2011     | 波士頓塞爾提克 | 9    | 9    | 38.3               | 47.7          | 0.0             | 63.2          | 5.4      | 9.6      | 1.1      | 0.0      | 14.0     |
| 2012     | 波士頓塞爾提克 | 19   | 19   | 42.6               | 46.8          | 26.7            | 69.6          | 6.7      | 11.9     | 2.4      | 0.1      | 17.3     |
| 2015     | 達拉斯小牛     | 2    | 2    | 18.6               | 45.0          | 50.0            | 0.0           | 1.0      | 3.0      | 0.0      | 0.0      | 9.5      |
| 2017     | 芝加哥公牛     | 2    | 2    | 33.7               | 42.3          | 0.0             | 50.0          | 8.5      | 10.0     | 3.5      | 0.5      | 11.5     |
| 2018     | 紐奧良鵜鶘     | 9    | 9    | 33.6               | 41.3          | 42.1            | 64.3          | 7.6      | 12.2     | 1.4      | 0.2      | 10.3     |
| 2020†    | 洛杉磯湖人     | 16   | 0    | 24.7               | 45.5          | 40.0            | 68.4          | 4.3      | 6.6      | 1.4      | 0.1      | 8.9      |
| 2021     | 洛杉磯快艇     | 13   | 0    | 16.9               | 34.0          | 39.3            | 66.7          | 2.6      | 3.8      | 0.4      | 0.2      | 4.2      |
| 生涯平均 | 生涯平均       | 134  | 105  | 34.0               | 44.0          | 33.0            | 64.9          | 5.6      | 8.5      | 1.7      | 0.2      | 12.5     |

綠色代表該年度拿下總冠軍

## 獎項和榮譽
- 開季前4場助攻數67次聯盟紀錄：2011
- 持有的波士頓塞爾提克球隊紀錄
單季最多助攻：794(2010)，單季最多抄截：189(2010)
- 聯盟抄截王：189(2010)、場均2.3次
- 聯盟助攻王：620(2012)、場均11.7次
- 季後賽單場44分
- 4次入選NBA全明星隊
- 連續助攻至少10次場次37場：2012-2013賽季締造，NBA史上第二，僅次於魔術強森
- 持有的紐奧良鵜鶘球隊紀錄
季後賽單場最多助攻：21 (2017－2018)

## 大三元紀錄
- 最多助攻大三元：10分、10籃板、24助攻。2010-2011賽季
- 季後賽大三元場次：10次 (史上第三)
- 超級大三元：18分、17籃板、20助攻。2011-2012賽季面對紐約尼克
- 全能大三元：16分、13籃板、14助攻、3抄截、3阻攻。2012-2013賽季面對費城76人
- 生涯大三元：31次

## 违法及争议
- 2022年5月，隆多被指控在肯塔基州路易斯维尔用枪威胁其前妻，女方获得了紧急保护令。同年6月，双方达成协议，保护令取消。[16]
- 2024年1月28日，隆多在印第安纳州高速公路上因鲁莽驾驶被警察盘查，期间发现隆多非法持有枪支、吸毒用具和毒品大麻等，遂被逮捕；隆多稍后被保释。同年9月，法院判决隆多因非法持有枪支入狱2天，缓期180天执行；隆多同意签署认罪协议，非法持有毒品等指控被撤销。之后根据警方的执法记录仪显示，隆多的车辆因为尾部车牌没有正确挂置被警察要求靠边停车，同车的还有他的儿子。[17]